# Société des Grands Magasins
De Groupe Société des Grands Magasins is een vastgoedmaatschappij uit Lyon, Frankrijk en werd in 2012 opgericht als L’Avenue Développement Immobilier door Frédéric Merlin. De groep is gespecialiseerd in het verwerven en verbeteren van commercieel vastgoed in de binnensteden.
In 2018 werd de dochtermaatschappij Société des Grands Magasins opgericht en verwierf de groep een aantal winkelcentra in Frankrijk: Les Tanneurs in Rijsel, Espace Grand'Rue in Roubaix, Espace St Christophe in Tourcoing en Porte Jeune in Mulhouse. In 2019 werd het winkelcentrum Okabé in Le Kremlin-Bicêtre en winkelcentrum Galerie de l'Hôtel de Ville in Châlons-en-Champagne. In 2020 werd het portfolio uitgebreid met winkelcentrum Etoile in Nîmes en winkelcentrum Océanis in Saint-Nazaire. Daarnaast werd het recreatiecomplex SQY West in Montigny-le-Bretonneux verworven. 
In 2021 nam de groep een aantal warenhuizen van Galeries Lafayette over om ze vanaf mei 2022 als franchisevestigingen verder te exploiteren. Het ging om de warenhuizen in:
- Dijon;
- Angers;
- Le Mans;
- Reims;
- Orléans;
- Limoges en
- Grenoble.[3][4]

In 2023 werd de naam van de groep gewijzigd in Sociéte des Grands Magasins (SGM) en werden exclusieve onderhandelingen gestart met de Groupe Galeries Lafayette over een overname van de warenhuizen van Bazar de l'Hôtel de Ville (BHV).